# 防衛会議
防衛会議（ぼうえいかいぎ、英語：Defense Council、略称：DC）は、日本の官公庁の一つであり、防衛省の特別の機関である。

## 概要
防衛省に設置される特別の機関の一つである。2009年（平成21年）6月3日に公布された「防衛省設置法等の一部を改正する法律」（平成21年法律第44号）が同年8月1日に施行されたことを受け、同法第1条により改正された防衛省設置法第19条の2に基づき設置された。
防衛会議は、防衛大臣の求めに応じて、防衛省の所掌事務に関する基本的方針を審議するにあたり防衛省全体の見地から必要があると認める時に審議する。
防衛会議の前身は防衛参事官制度であるが、防衛参事官制度は構成員が防衛官僚（文官、背広組）の官房長と局長等のみであったため、「文官統制（文民統制ではない）の弊害の象徴」されてきた。この弊害を打破し、文官の防衛官僚と武官の自衛官（制服組）が対等に文民の防衛大臣を補佐できるように、防衛会議では新たな構成員として、自衛官の統合幕僚長、陸上幕僚長、海上幕僚長、航空幕僚長、情報本部長を参画させている。

## 構成員
- 防衛大臣
- 防衛副大臣
- 防衛大臣政務官
- 防衛大臣補佐官
- 防衛大臣政策参与
- 事務次官
- 防衛審議官
- 官房長
- 防衛政策局長
- 人事教育局長
- 整備計画局長
- 地方協力局長
- 統合幕僚長
- 陸上幕僚長
- 海上幕僚長
- 航空幕僚長
- 情報本部長
- 防衛装備庁長官